# Empapatadas
Las empapatadas son un platillo típico de la cocina de Misantla, Veracruz.
Este platillo consiste capas de tortillas, salsa, frijoles y huevo. Esto se envuelve en hojas de papata, parecida a la hoja del plátano pero más pequeña. También hay variaciones en las que se complementa con longaniza y cecina.
Es originaria de la región montañosa del estado de Veracruz, y su preparación «envuelta» tiene una razón utilitaria, como la de los burritos: es la comida que se servía a las personas en el campo a partir de los ingredientes que había en la misma milpa.
En el 454 aniversario de Misantla, hubo un evento dedicado a este platillo, y también está presente en diversos festivales de comida en la región, lo que da cuenta de su importancia en la cultura gastronómica mexicana.